# Boone (Iowa)
Boone ist eine Stadt (mit dem Status „City“) und Verwaltungssitz des Boone County im US-amerikanischen Bundesstaat Iowa. Im Jahr 2010 hatte Boone 12.661 Einwohner, deren Zahl sich bis 2020 auf 12.460 verringerte.

## Geografie
Boone liegt im westlichen Zentrum Iowas am östlichen Ufer des Des Moines River, einem rechten Nebenfluss  des Mississippi.
Die geografischen Koordinaten von Boone sind 42°03′35″ nördlicher Breite und 93°52′49″ westlicher Länge. Die Stadt erstreckt sich über eine Fläche von 23,36 km² und verteilt sich über die Des Moines Township und zum kleineren Teil die Worth Township.
Nachbarorte von Boone sind Stratford (28,4 km nördlich), Gilbert (24,3 km ostnordöstlich), Ames (23,4 km ostsüdöstlich), Luther (15,2 km südsüdöstlich), Madrid (24,8 km in der gleichen Richtung), Ogden (13,8 km westsüdwestlich) und Pilot Mound (22,3 km nordwestlich).
Die nächstgelegenen größeren Städte sind die Twin Cities (Minneapolis und St. Paul) in Minnesota (366 km nördlich), Rochester in Minnesota (310 km nordnordöstlich), Waterloo (175 km ostnordöstlich), Cedar Rapids (190 km östlich), Iowas Hauptstadt Des Moines (72,7 km südsüdöstlich), Kansas City in Missouri (356 km südsüdwestlich), Nebraskas größte Stadt Omaha (257 km westsüdwestlich), Sioux City (252 km westnordwestlich) und South Dakotas größte Stadt Sioux Falls (383 km nordwestlich).

## Verkehr
Der historische Lincoln Highway, die erste Straße des Landes, die Ost- und Westküste miteinander verband, führte durch das Zentrum von Boone. Für den heutigen Fernverkehr führt der zum Freeway ausgebaute U.S. Highway 30 in West-Ost-Richtung durch den Süden der Stadt. Alle weiteren Straßen sind untergeordnete Landstraßen, teils unbefestigte Fahrwege sowie innerörtliche Verbindungsstraßen.
Boone ist ein Eisenbahnknotenpunkt der Union Pacific Railroad (UP). Daneben existiert mit Boone and Scenic Valley Railroad noch eine Museumseisenbahn.
Mit dem Boone Municipal Airport befindet sich im Osten des Stadtgebiets von Boone ein kleiner Flugplatz. Der nächstgelegene Verkehrsflughafen ist der 84 km südsüdöstlich gelegene Des Moines International Airport.

## Bevölkerung
Nach der Volkszählung im Jahr 2010 lebten in Boone 12.661 Menschen in 5380 Haushalten. Die Bevölkerungsdichte betrug 542 Einwohner pro Quadratkilometer. In den 5380 Haushalten lebten statistisch je 2,32 Personen.
Ethnisch betrachtet setzte sich die Bevölkerung zusammen aus 96,7 Prozent Weißen, 0,8 Prozent Afroamerikanern, 0,3 Prozent amerikanischen Ureinwohnern, 0,4 Prozent Asiaten sowie 0,5 Prozent aus anderen ethnischen Gruppen; 1,3 Prozent stammten von zwei oder mehr Ethnien ab. Unabhängig von der ethnischen Zugehörigkeit waren 2,0 Prozent der Bevölkerung spanischer oder lateinamerikanischer Abstammung.
23,5 Prozent der Bevölkerung waren unter 18 Jahre alt, 60,3 Prozent waren zwischen 18 und 64 und 16,2 Prozent waren 65 Jahre oder älter. 51,1 Prozent der Bevölkerung waren weiblich.
Das mittlere jährliche Einkommen eines Haushalts lag bei 44.994 USD. Das Pro-Kopf-Einkommen betrug 22.310 USD. 11,7 Prozent der Einwohner lebten unterhalb der Armutsgrenze.

## Bekannte Bewohner
- Richard A. Ballinger (1858–1922) – Innenminister unter Präsident William Howard Taft (1909–1911) – geboren in Boone
- Mamie Eisenhower (1896–1979) – Ehefrau von Dwight D. Eisenhower – geboren in Boone
- Norman A. Erbe (1919–2000) – 35. Gouverneur von Iowa (1961–1963) – geboren, aufgewachsen und beigesetzt in Boone
- Adoniram J. Holmes (1842–1902) – republikanischer Abgeordneter des US-Repräsentantenhauses (1883–1889) – praktizierte als Rechtsanwalt in Boone
- Jackson Orr (1832–1926) – republikanischer Abgeordneter des US-Repräsentantenhauses (1871–1875) – lebte jahrelang in Boone
- Charles I. Sparks (1872–1937) – republikanischer Abgeordneter des US-Repräsentantenhauses (1929–1933) – praktizierte jahrelang als Rechts- und Staatsanwalt in Boone
- Ray Lyman Wilbur (1875–1949) – Innenminister unter Präsident Herbert Hoover (1929–1933) – geboren in Boone